# NBA All-Star Game 1953
L'NBA All-Star Game 1953, svoltosi a Fort Wayne, vide la vittoria finale della Western Division sulla Eastern Division per 79 a 75.
George Mikan, dei Minneapolis Lakers, fu nominato MVP della partita.

## Squadre

### Western Division
| Western Division |                        |     |     |     |     |     |     |     |    |
| Giocatore        | Squadra                | MIN | FGM | FGA | FTM | FTA | RIM | AST | PT |
| Mel Hutchins     | Milwaukee Hawks        | 30  | 1   | 8   | 0   | 1   | 6   | 5   | 2  |
| Vern Mikkelsen   | Minneapolis Lakers     | 19  | 3   | 13  | 0   | 0   | 6   | 3   | 6  |
| George Mikan     | Minneapolis Lakers     | 40  | 9   | 26  | 4   | 4   | 16  | 2   | 22 |
| Andy Phillip     | Fort Wayne Pistons     | 36  | 4   | 9   | 1   | 1   | 6   | 8   | 9  |
| Bobby Wanzer     | Rochester Royals       | 22  | 4   | 7   | 1   | 1   | 2   | 2   | 9  |
| Leo Barnhorst    | Indianapolis Olympians | 13  | 1   | 2   | 0   | 1   | 3   | 2   | 2  |
| Larry Foust      | Fort Wayne Pistons     | 18  | 5   | 7   | 0   | 0   | 6   | 0   | 10 |
| Arnie Risen      | Rochester Royals       | 19  | 2   | 7   | 1   | 3   | 9   | 2   | 5  |
| Bob Davies       | Rochester Royals       | 17  | 3   | 7   | 3   | 6   | 3   | 2   | 9  |
| Slater Martin    | Minneapolis Lakers     | 26  | 2   | 10  | 1   | 1   | 2   | 1   | 5  |
| Totale           |                        | 240 | 34  | 97  | 11  | 18  | 59  | 26  | 79 |
| All. John Kundla | Minneapolis Lakers     |     |     |     |     |     |     |     |    |

MIN: minuti. FGM: tiri dal campo riusciti. FGA: tiri dal campo tentati. FTM: tiri liberi riusciti. FTA: tiri liberi tentati. RIM: rimbalzi. AST: assist. PT: punti

### Eastern Division
| Eastern Division  |                       |             |             |             |             |             |             |             |             |             |
| Giocatore         | Squadra               | MIN         | FGM         | FGA         | FTM         | FTA         | RIM         | AST         | PT          |             |
| Harry Gallatin    | New York Knicks       | 19          | 1           | 4           | 1           | 2           | 3           | 2           | 3           |             |
| Dolph Schayes     | Syracuse Nationals    | 26          | 2           | 7           | 4           | 4           | 13          | 3           | 8           |             |
| Ed Macauley       | Boston Celtics        | 35          | 5           | 12          | 8           | 8           | 7           | 3           | 18          |             |
| Bob Cousy         | Boston Celtics        | 36          | 4           | 11          | 7           | 7           | 5           | 3           | 15          |             |
| Bill Sharman      | Boston Celtics        | 26          | 5           | 8           | 1           | 1           | 4           | 0           | 11          |             |
| Don Barksdale     | Boston Celtics        | 11          | 0           | 1           | 1           | 3           | 3           | 2           | 1           |             |
| Carl Braun        | New York Knicks       | 21          | 1           | 4           | 1           | 1           | 3           | 2           | 3           |             |
| Neil Johnston     | Philadelphia Warriors | 27          | 5           | 13          | 1           | 2           | 12          | 0           | 11          |             |
| Paul Seymour      | Syracuse Nationals    | 14          | 2           | 3           | 1           | 2           | 3           | 2           | 5           |             |
| Billy Gabor       | Syracuse Nationals    | 25          | 0           | 3           | 0           | 1           | 5           | 2           | 0           |             |
| Fred Scolari      | Baltimore Bullets     | infortunato | infortunato | infortunato | infortunato | infortunato | infortunato | infortunato | infortunato | infortunato |
| Totale            |                       | 240         | 25          | 66          | 25          | 31          | 58          | 19          | 75          |             |
| All. Joe Lapchick | New York Knicks       |             |             |             |             |             |             |             |             |             |

MIN: minuti. FGM: tiri dal campo riusciti. FGA: tiri dal campo tentati. FTM: tiri liberi riusciti. FTA: tiri liberi tentati. RIM: rimbalzi. AST: assist. PT: punti